# Streckenauffahrung

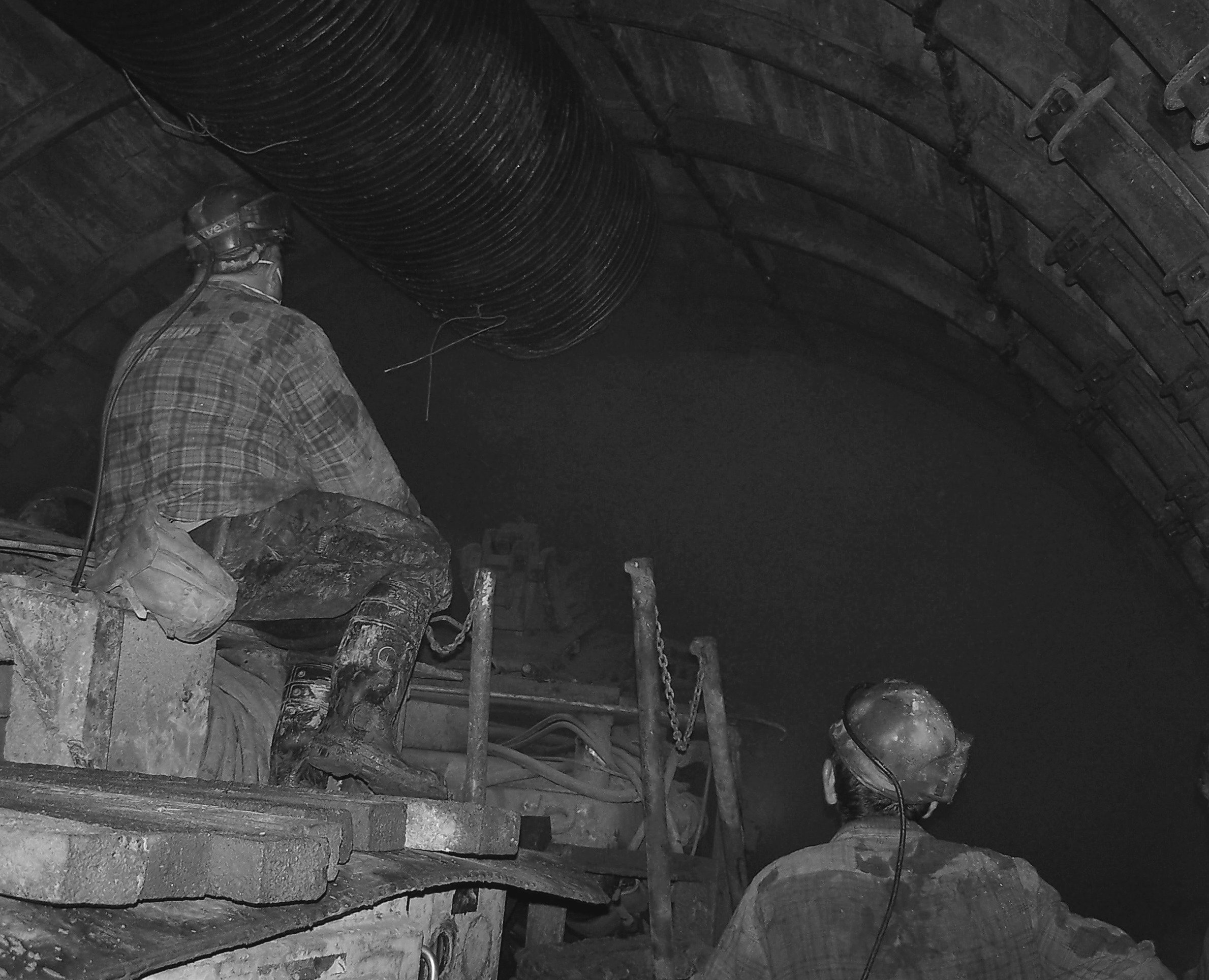
Streckenauffahrung

Als Streckenauffahrung, Streckenvortrieb oder einfach nur Auffahrung oder Vortrieb bezeichnet man im Bergbau das Erstellen eines horizontalen oder geneigten Grubenbaus. Auffahren bedeutet, eine bestimmte Länge einer Strecke durch Wegschaffen des Gesteins herzustellen. Dabei wird nur ein Zustand bis zum weiteren Verbau erreicht, ein aufgefahrener Grubenbau befindet sich also nur im Rohbauzustand. Für die Erstellung eines Stollens oder einer Strecke verwendet man im Bergbau auch die Begriffe auslängen oder ausfahren.

## Grundlagen
Wollte im frühen Bergbau ein Hauer in der bergmännischen Hierarchie eine Stufe aufsteigen, z. B. zum Doppelhauer oder zum Vollhauer, so musste er eine bestimmte Länge einer Ortsstrecke als Probestück erstellen. Man nannte diese Arbeit dann „das Häuergedinge auffahren“. Im heutigen modernen Bergbau wird bei der Streckenauffahrung unterschieden zwischen der Auffahrung von reinen Gesteinsstrecken und der Auffahrung von Abbaustrecken. Vor der Auffahrung der jeweiligen Grubenbaue müssen der gesamte Arbeitsablauf und die Streckenführung entsprechend geplant werden. Jeder neu aufgefahrene Grubenbau muss einen bestimmten Mindestquerschnitt besitzen. Dieser Querschnitt hängt von der späteren Nutzung des jeweiligen Grubenbaus ab. Je nach Festigkeit des durchörterten Gebirges und Belastung der Strecke durch den Gebirgsdruck muss ein entsprechender Streckenausbau eingebracht werden.

## Planung und Organisation
Die Auffahrung eines Grubenbaus muss geplant und organisiert werden. Zunächst einmal müssen die Richtung, das Ansteigen sowie die Höhe und die Breite der Strecke oder des Stollens bestimmt werden. Anhand der vorgegebenen Daten muss der Betriebsablauf festgelegt werden. Es muss die Ortsbelegschaft zusammengestellt werden. Hierfür muss zunächst die Belegschaftsstärke anhand der vorgegebenen Anforderungen bestimmt werden. Die Mitarbeiter müssen entsprechend ihrer Eignung ausgewählt werden. Des Weiteren müssen die erforderlichen Betriebsmittel geplant und zusammengestellt werden. Während des laufenden Betriebes müssen die Einhaltung der Vorschriften und die Arbeitsvorgänge regelmäßig durch die Aufsichten überwacht werden. Abweichungen müssen entsprechend korrigiert werden. Im modernen Bergbau kann die Planung und Organisation der Streckenauffahrung mittels moderner Managementtechniken wie Lean Processing erfolgen.

## Manuelle Auffahrung
Die Streckenauffahrung von Hand erfolgt bei festem Gestein in der Regel mit Schlägel und Eisen. Bei mildem oder brächigem Gestein ist der Einsatz der Keilhaue ausreichend. Um die Arbeit effektiv zu gestalten, werden die zu bearbeitenden Flächen zunächst auf Schwachstellen untersucht. Schwachstellen im Gebirge sind Kluft- und Schichtflächen. Aber auch das gewinnbare Mineral kann als Schwachstelle genutzt werden. So ist die Kohle weich genug, um sie mit dem Gezähe zu bearbeiten. Unter Ausnutzung dieser Schwachstellen wird nun das Bergeisen mittels Schlägen in das Gestein getrieben. Dadurch splittern feine Gesteinsteilchen ab. Diese Arbeit wird als Schrämen bezeichnet. Zweck dieser ersten und auch wichtigsten Tätigkeit an der Ortsbrust ist es, einen Einbruch zu hauen. Dieser Einbruch sollte eine Tiefe von 200 Millimetern oder mehr haben. Durch den Einbruch wird dem Gebirge der innere Halt genommen und es lässt sich leichter abbrechen. Dabei gilt, je leichter der Einbruch zu erstellen ist, umso schneller rückt das Ort vor. In diesen Einbruch lässt sich nun das umgebende Gestein mittels Schlägel und Eisenarbeit leicht hineintreiben. Eine andere Form der Bearbeitung der Ortsbrust ist es, kleine Furchen oder Rinnen von unten nach oben oder umgekehrt parallel in das Gestein zu schlagen. Breite und Tiefe der Furchen richten sich nach der Erfahrung des Hauers. Grundsätzlich sollen die Furchen einen Abstand und eine Breite von etwa 30 bis 40 Millimetern haben. Die Tiefe der einzelnen Furchen sollte bei 25 bis 35 Millimetern liegen. So entstehen mehrere parallele Furchen mit dazwischen liegenden Graten. Anschließend werden die noch anstehenden Grate mit Schlägel und Eisen abgesprengt.
Bei dieser Form der manuellen Streckenauffahrung liegt die Auffahrungslänge bei einem zwei Quadratmeter großen Querschnitt bei einem bis zwei Zentimetern pro Hauer und Schicht. Der Querschnitt einer so aufgefahrenen Strecke ist in der Regel trapezförmig. Der Firstenbereich wird halbkreisförmig nach oben geformt. Gelegentlich sind solche aufgefahrenen Örter auch kastenförmig geformt. Vorteil bei dieser Auffahrung ist es, dass das Gebirge geschont wird und oftmals kein Ausbau gebraucht wird. Dort wo das Gestein zu hart ist, ist die Arbeit mit den Schlagwerkzeugen nicht mehr durchführbar. Hier ist man gezwungen, durch Ausnutzung der Ausdehnungsspannungen mittels Feuersetzen oder durch die Nutzung der Quellkraft von wassergetränkten Holzkeilen das Gestein zu zersprengen. Das mürbe gewordene Gestein lässt sich anschließend mittels Keilhaue oder Brechstangen oder Schlägel und Eisen herausbrechen.

## Konventionelle Auffahrung

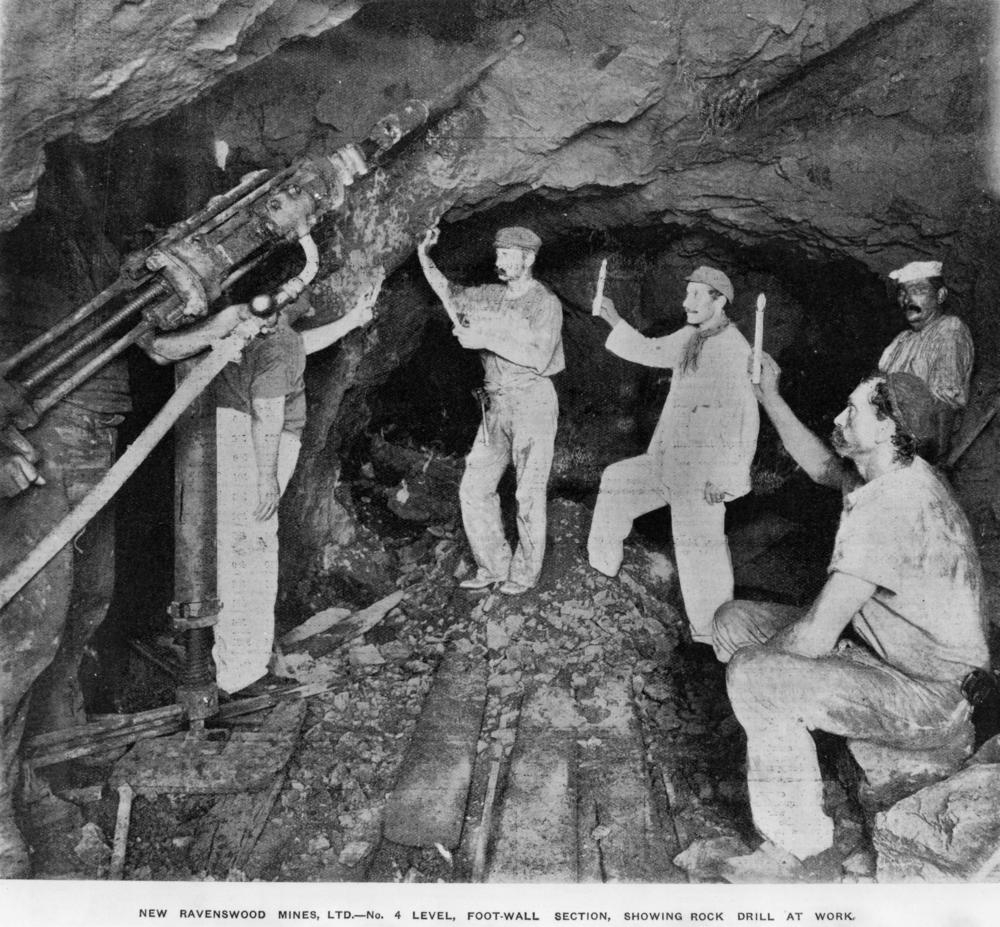
Konventionelle Streckenauffahrung Anfang des 20. Jahrhunderts

Bei der konventionellen Streckenauffahrung erfolgt das Herauslösen des Gesteins zur Erstellung der Grubenbaue mittels Bohr- und Schießarbeit. Hierbei werden verschiedene Arbeitsschritte und Tätigkeiten zur Erstellung des Grubenbaus durchgeführt. Neben dem Bohren und Schießen gehört hierzu auch das Besetzen der Bohrlöcher. Weitere Tätigkeiten sind das Laden, das Bereißen sowie das Einbringen des Ausbaus. Alle diese Tätigkeiten verlaufen nach einem vorgegebenen Schema ab. Wenn alle Bohrlöcher erstellt sind, erfolgt das Besetzen der Löcher und anschließend wird die Sprengung durchgeführt. Nachdem die Sprengschwaden verzogen sind, werden zunächst die Firste, anschließend die Stöße und die Ortsbrust berissen. Anschließend wird die Firste gesichert und die Ortsbrustsicherung angebracht.  Nun erfolgt der Ausbau der Firste und oberhalb der Haufwerksböschung werden die ersten Sprenglöcher erstellt. Anschließend wird das Haufwerk weggeladen. Danach werden die Stöße ausgebaut und das restliche Haufwerk weggeladen. Zu guter Letzt werden die restlichen Sprengbohrlöcher erstellt, danach beginnt der Zyklus von vorne. Es werden bei der Auffahrung Auffahrleistungen von acht Metern pro Tag und teilweise auch mehr erzielt.
Die Sprengarbeit wurde im Bergbau Anfang des 17. Jahrhunderts in Oberungarn erstmals erfolgreich eingesetzt. Im deutschen Bergbau wurde im Jahr 1632 im Harzer Bergrevier die Sprengarbeit eingesetzt. Die Bohrlöcher wurden anfangs von Hand mittels Einschlagen einer Bohrstange erstellt. Für diese Arbeit waren zwei Mann erforderlich. Die Bohrstange besteht bei dieser Tätigkeit aus einem Rundeisen mit einem Durchmesser von 24 Millimetern. An einem Ende der Bohrstange befindet sich eine meißelförmige Schneide aus Stahl. Diese Schneide ist etwas breiter als das Rundeisen. Es werden je nach zu bearbeitendem Mineral unterschiedlich geformte Bohrspitzen eingesetzt. Mit der Schneide wird an der entsprechenden Stelle angesetzt und diese mittels Hammerschlägen in das Gestein getrieben. Sobald die Schneide einige Millimeter in das Gestein eingedrungen ist, wird die Bohrstange nach jedem zweiten Schlag etwas von Hand um die eigene Achse gedreht. Dieser Vorgang wird solange wiederholt, bis das Bohrloch eine Tiefe von etwa 70 Zentimetern erreicht hat. Es gab auch Bergreviere, wo die Bohrlöcher bis zu einer Bohrlochtiefe von rund einem Meter erstellt wurden. Pro Schicht mussten von den zwei Bohrhauern zwei Bohrlöcher erstellt werden. Für die Sprengung wurde früher Schwarzpulver verwendet. Die Sprengung wurde von einem Untersteiger getätigt. Das Haufwerk wird danach von Hand weggeladen.
Die Bohr- und Sprengtechniken wurden im Laufe der Jahre immer weiter verbessert. Mit der Erfindung der Gesteinsbohrmaschine im Jahre 1857 und des Nitroglycerins im Jahre 1862 konnte eine deutliche Verbesserung der Auffahrungsgeschwindigkeit erreicht werden. In der Mitte des 19. Jahrhunderts setzte sich in den Bergwerken des Harzer Bergreviers das maschinelle Bohren mittels Druckluft durch. Für die Streckenauffahrung wurden neue Hochleistungsbohrhämmer entwickelt. Im heutigen Bergbau werden die Bohrlöcher mittels Bohrwagen erstellt. Hier wurden im Laufe der Jahre immer leistungsfähigere Modelle eingesetzt. Durch die Verwendung von großkalibrigen Bohrlöchern konnte der Zeitaufwand für die Bohr- und Schießarbeit um 20 Prozent reduziert werden. Zur Verringerung des Ausbruchs und somit gleichzeitig zur Verringerung der Hinterfüllarbeit wird im Firstbereich und an den seitlichen Stößen mittels Sprengschnur gesprengt. Zum Laden werden im heutigen Bergbau moderne Ladewagen eingesetzt. Das hereingesprengte Gestein wird über Ladepanzer und Förderbänder abgefördert. Um größere Gesteinsbrocken zu zerkleinern, verwendet man Brecher. Zur Montage des Ausbaus werden Arbeitsbühnen verwendet.

## Mechanische Streckenauffahrung

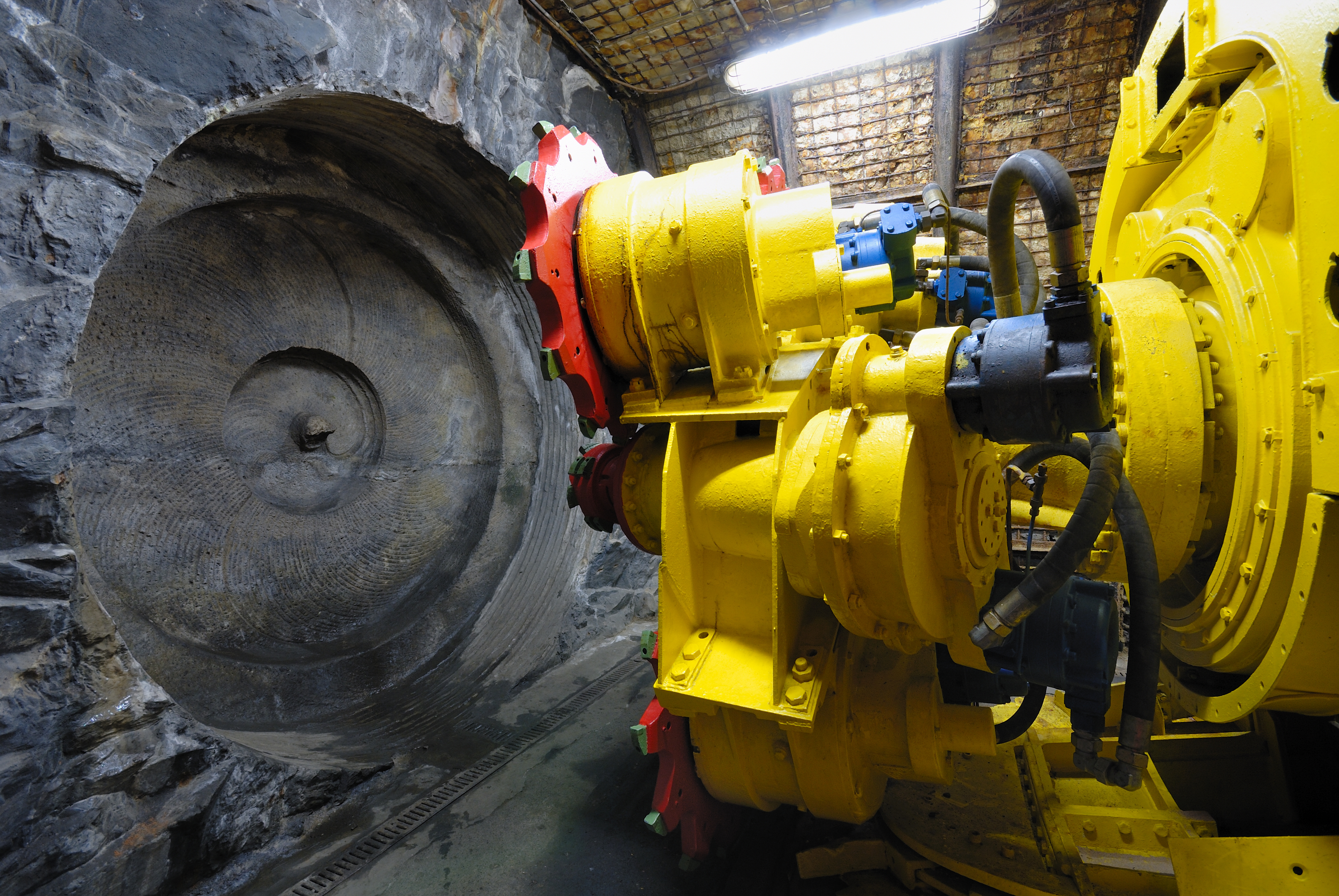
Mechanische Streckenauffahrung mit Vollschnittmaschine

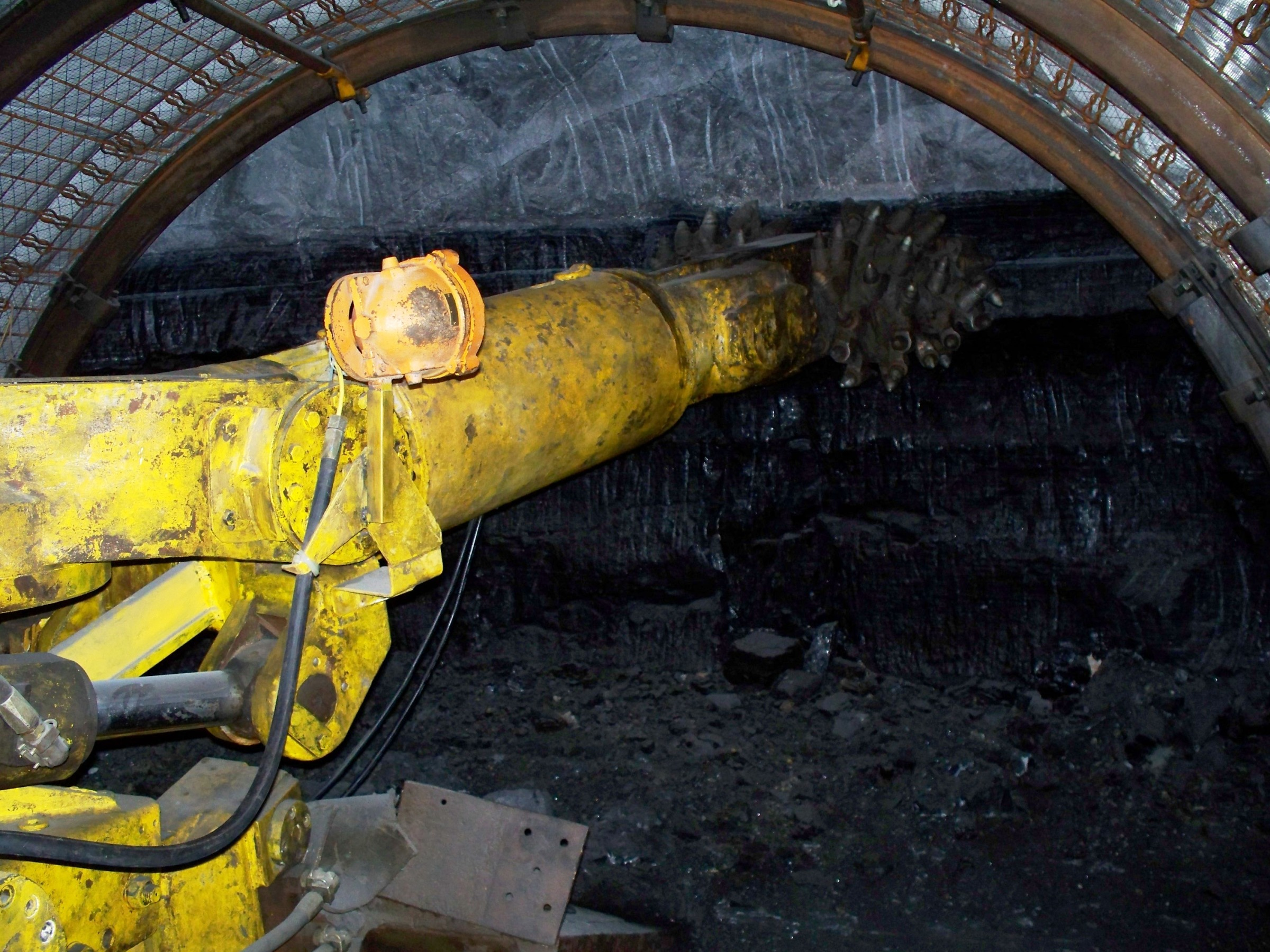
Mechanische Streckenauffahrung mit Teilschnittmaschine

Bei der mechanischen Streckenauffahrung erfolgt das Herauslösen des Gesteins mittels Vortriebsmaschinen. Zum Einsatz kommen überwiegend Vollschnittmaschinen und Teilschnittmaschinen. In Einzelfällen wurden bereits auch Continuous Miner z. B. auf der Zeche Niederrhein eingesetzt. Mit dieser Maschine wurden Auffahrungsleistungen von bis zu 23 Metern pro Tag erzielt. Im britischen Bergbau werden die Abbaubegleitstrecken als nachgeführte Strecke mit Schlagkopfmaschinen aufgefahren. Mit diesen Maschinen muss das Nebengestein in den Strecken nur nachgerissen werden. Der Nachteil von Streckenvortriebsmaschinen ist, dass sie in sehr festem Gestein nur bedingt einsetzbar sind.
Im Bergbau wurden die ersten Streckenvortriebsmaschinen im 20. Jahrhundert eingesetzt. In den 1960er Jahren wurden im deutschen Steinkohlenbergbau die ersten Vollschnitt-Streckenvortriebsmaschinen zu Versuchszwecken eingesetzt. Im Jahr 1970 erfolgte auf der Zeche Minister Stein der erste Einsatz einer Vollschnittmaschine zur Auffahrung einer Gesteinsstrecke. Mit Vollschnittmaschinen können bauartbedingt nur kreisförmige Streckenquerschnitte erstellt werden. In der Streckenauffahrung können tägliche Auffahrleistungen von bis zu 25 Metern erzielt werden. Um die Maschinen unter Tage montieren zu können, müssen zunächst eine der Maschinenlänge angepasste Montagekammer und eine der Montagekammer vorgelagerte Startröhre von mehreren Metern konventionell erstellt werden. Nachdem die Maschine dann zusammengebaut ist, wird sie mittels Vorschub in die Startröhre gefahren und beginnt dort den eigentlichen vollmechanischen Streckenvortrieb. Das herausgelöste Gestein wird anschließend über einen mit der Maschine über Zuggestänge verbundenen Nachläufer abgefördert. Für die Förderung werden im Nachläufer Kratzkettenförderer und Förderbänder eingesetzt.
Die ebenfalls zur Streckenauffahrung eingesetzten Teilschnittmaschinen haben den Vorteil, dass mit ihnen beliebige Streckenquerschnitte erstellt werden können. Mit diesen Maschinen können Streckenquerschnitte von bis zu 20 m2 mit täglichen Auffahrleistungen von mehr als 20 Metern erstellt werden. Das herausgelöste Gestein wird über einen Ladepanzer auf das nachgeschaltete Förderband aufgebracht. Abbaustrecken mit mildem Nebengestein lassen sich sehr gut mit Teilschnittmaschinen erstellen. Nachteilig ist bei TSM-Vortrieben, dass die Auffahrung während des Einbaus des Streckenausbaus gestoppt werden muss. Dies kann durch die Verwendung von zusätzlichem Ankerausbau teilweise kompensiert werden.